# Cryphaea glomerata
Cryphaea glomerata är en bladmossart som beskrevs av W. P. Schimper och Sullivant in A. Gray 1856. Cryphaea glomerata ingår i släktet Cryphaea och familjen Cryphaeaceae. Inga underarter finns listade i Catalogue of Life.